# Vivaise
Vivaise és un municipi francès situat al departament de l'Aisne i a la regió dels Alts de França. L'any 2007 tenia 765 habitants.

## Demografia

### Població
El 2007 la població de fet de Vivaise era de 765 persones. Hi havia 270 famílies de les quals 44 eren unipersonals (16 homes vivint sols i 28 dones vivint soles), 69 parelles sense fills, 137 parelles amb fills i 20 famílies monoparentals amb fills.
La població ha evolucionat segons el següent gràfic:
Habitants censats

### Habitatges
El 2007 hi havia 288 habitatges, 276 eren l'habitatge principal de la família, 4 eren segones residències i 8 estaven desocupats. 273 eren cases i 15 eren apartaments. Dels 276 habitatges principals, 179 estaven ocupats pels seus propietaris, 95 estaven llogats i ocupats pels llogaters i 2 estaven cedits a títol gratuït; 10 tenien dues cambres, 19 en tenien tres, 69 en tenien quatre i 178 en tenien cinc o més. 222 habitatges disposaven pel capbaix d'una plaça de pàrquing. A 124 habitatges hi havia un automòbil i a 138 n'hi havia dos o més.

### Piràmide de població
La piràmide de població per edats i sexe el 2009 era:
| Homes | Edats   | Dones |
| ----- | ------- | ----- |
| 0     | 95 o +  | 0     |
| 0     | 90 a 94 | 0     |
| 0     | 85 a 89 | 4     |
| 8     | 80 a 84 | 0     |
| 4     | 75 a 79 | 8     |
| 4     | 70 a 74 | 4     |
| 12    | 65 a 69 | 20    |
| 16    | 60 a 64 | 16    |
| 12    | 55 a 59 | 12    |
| 36    | 50 a 54 | 36    |
| 20    | 45 a 49 | 24    |
| 28    | 40 a 44 | 40    |
| 36    | 35 a 39 | 20    |
| 24    | 30 a 34 | 32    |
| 24    | 25 a 29 | 28    |
| 20    | 20 a 24 | 8     |
| 24    | 15 a 19 | 20    |
| 24    | 10 a 14 | 36    |
| 36    | 5 a 9   | 20    |
| 36    | 0 a 4   | 20    |

## Economia
El 2007 la població en edat de treballar era de 499 persones, 362 eren actives i 137 eren inactives. De les 362 persones actives 336 estaven ocupades (180 homes i 156 dones) i 26 estaven aturades (9 homes i 17 dones). De les 137 persones inactives 37 estaven jubilades, 51 estaven estudiant i 49 estaven classificades com a «altres inactius».

### Ingressos
El 2009 a Vivaise hi havia 286 unitats fiscals que integraven 784 persones, la mediana anual d'ingressos fiscals per persona era de 18.075 €.

### Activitats econòmiques
Dels 15 establiments que hi havia el 2007, 1 era d'una empresa extractiva, 1 d'una empresa alimentària, 2 d'empreses de fabricació d'altres productes industrials, 5 d'empreses de construcció, 1 d'una empresa de comerç i reparació d'automòbils, 1 d'una empresa d'hostatgeria i restauració, 1 d'una empresa financera, 1 d'una empresa immobiliària i 2 d'empreses de serveis.
Dels 5 establiments de servei als particulars que hi havia el 2009, 1 era un paleta, 1 guixaire pintor i 3 lampisteries.
Dels 2 establiments comercials que hi havia el 2009, 1 era una gran superfície de material de bricolatge i 1 una botiga de menys de 120 m².

## Equipaments sanitaris i escolars
El 2009 hi havia una escola elemental.

## Poblacions més properes
El següent diagrama mostra les poblacions més properes.